# Drypsten
Drypsten dannes, når kulsyreholdigt vand passerer gennem kalk (calciumkarbonat, CaCO3). 
Når dråberne rammer gulvet, vil en del af kalken udskilles, og der dannes efterhånden en opadvoksende drypstenssøjle, en stalagmit. De almindelige drypsten, som vender nedad, hedder derimod stalaktitter. Over lang tid vil de to mødes, sådan at der dannes en søjle af kalk fra gulv til loft i drypstenshulen.
I områder med drypstenshuler vil det sivende, kulsure vand skabe hulninger i kalkklippen. Når loftet over dem bliver for tyndt, styrter det ned, og der dannes et jordfaldshul. Et landskab med drypstenshuler, underjordiske floder og jordfaldshuller kaldes karst efter landskabet af samme navn i Slovenien. Škocja-hulen, som er skabt af underjordisk vand, er med på UNESCO-listen som kultur- og naturarv.

## Danmarks eneste drypstenshule
Denne befinder sig under Valby Bakke og kaldes Cisternerne. Hulen er et gammelt højdereservoir, anlagt af Københavns Vandforsyning i 1859 for at forsyne hovedstaden med drikkevand. Koleraepidemien i København 1853 og de mange dødsfald havde tydeliggjort vigtigheden af rent drikkevand. I 1891 lukkede man derfor reservoiret, der ellers dannede et flot vandspejl overfor Frederiksberg Slot. I stedet blev der anlagt en græsplæne med et springvand i midten. Først i 1933 ophørte Cisternerne med at tjene som drikkevandsreservoir. De blev tømt i 1981. I 1996 blev de taget i brug som udstillingsrum for glaskunst. Luftfugtigheden er næsten konstant på 100 %. I dag er hulen en del af Frederiksbergmuseerne. 

## Drypstenshuler i Norge
Der er omkring 600 drypstenshuler i Norge, og hvert år opdages der flere. De fleste er beliggende i Nord-Trøndelag, Nordland og Troms. Nordens længste hule ligger i Nordland og har det samiske navn Tjoarvekrajgge. Lokalbefolkningen kendte den kun som et hul i jorden, da udforskningen af den begyndte i 1993. Mere end 20 km af Tjoarvekrajgge er nu udforsket. 
Selv meget gamle drypstene kan aldersbestemmes nøjagtigt, og dokumentere klimaændringer. Isotopmålinger har beregnet temperaturvariationer gennem de sidste 9.000 år for Mo i Rana. Det fremkom også, at de ældste drypstene fra flere norske drypstenshuler er mere end 550.000 år gamle. Der forskes på, hvorvidt de største grotter blev dannet under istider, i mellemistider, eller om nogle kan være ældre endnu, fra tiden før istiderne. 

## Uddybende
Drypsten dannes, når kulsyreholdigt vand passerer gennem kalk (calciumkarbonat, CaCO3). Under passagen omdannes en del af kalken til "bikarbonat", dvs. caliumhydrogenkarbonat (Ca(HCO3)2). Dette stof er opløseligt og føres videre med vandet.
Når vand, som indeholder bikarbonat, trænger ind i et hulrum, vil en del af kulsyren spaltes, og der afgives CO2, ganske som det sker, når man tager kapslen af en sodavand. Dette tab af CO2 bevirker, at calciumbikarbonat omdannes til kalk (calciumkarbonat), som er uopløseligt. Denne kalk må udfældes, og det sker i alle punkter, hvor vandet pibler frem. Hvis vandet drypper fra hulhedens loft, vil kalken afsættes i dråbepunktet, og en drypsten er ved at blive skabt.
Det afhænger af flere faktorer, hvor hurtigt drypstenen vokser: syreindholdet i vandet, vandets temperatur og den relative fugtighed i drypstenshulen. Det er ikke ualmindeligt, at en drypsten kun vokser ca. 1 cm på 100 år, men flere eksperimenter har vist væksthastigheder for drypsten på ca. 2,5 cm. pr. år, og før eller siden vil hulen blive fyldt med drypsten.
I Tyskland ligger en stor drypstenshule Teufelshöle Pottenstein. Grotta Giusti i Toscana anvendes som kurbad.  I Goughs hule i Somerset modnes cheddarost.